# Reiter Marsch
Reiter Marsch (Marcia dei Cavalieri) op. 428, è una marcia di Johann Strauss II.
Il 17 febbraio 1887, il Wiener Illustrirtes Extrablatt scrisse in un suo articolo:
(Wiener Illustrirtes Extrablatt)
Il libretto, che tanto aveva incuriosito e attratto l'attenzione del sessantunenne Johann Strauss, era una rivisitazione del celebre romanzo Der abenteuerliche Simplicissimus  (L'Avventuroso Simplicissimus) dello scrittore H.J.C. von Grimmelshausendel del 1669 e ambientato durante la Guerra dei Trent’anni. L'obiettivo dichiarato di Léon con questo libretto era il "superamento delle operette senza senso", e ciò coincise con il desiderio di Strauss di impegnarsi nella composizione di musiche più adatte ad un dramma che ad un'operetta. 
Il lavoro ebbe la sua prima presso il Theater an der Wien di Vienna la sera del 17 dicembre 1887 sotto il titolo di Simplicius, Operetta in un Preludio e 2 atti.
Dalle melodie del Simplicius, successivamente, il compositore ricavò un totale di sei brani orchestrali che durante il mese di agosto vennero pubblicati dall'editore Cranz: un valzer, una marcia, una quadriglia e tre polke. Tra le prime opere ad apparire in stampa vi fu la Reitermarsch, la cui prima esecuzione avvenne con l'Orchestra Strauss sotto la direzione di Eduard Strauss nella Sala Dorata del Musikverein, il 15 gennaio 1888. Tuttavia, un'altra prima esecuzione ebbe luogo quasi un mese prima, il 18 dicembre 1887 (il giorno dopo la prima dell'operetta) quando Karl Komzák II (1850-1905) la diresse ad un concerto con l'84º reggimento di fanteria della città di Vienna nel Volksgarten. La Reitermarsch ebbe molto successo ed entrò subito nel repertorio di molte bende militari.
Per la melodia principale della sua Reitermarsch, Johann Strauss utilizzò la melodia del Reiterlied (Canto dei cavalieri), cantata durante la prima del lavoro da Josef Josephi (il cui vero nome era Josef Ichhäuser, 1852-1920) nel ruolo dell'Eremita. Le melodie che compongono questo brano provengono dalla seguenti parti dell'operetta:
- Auf's Pferd! Auf's Pferd! (atto 1)
- D'rum sagt ich dir ade, ade, o Universität! (atto 2)